# Sami Lepistö
Sami Lepistö (ur. 17 października 1984 w Espoo) – fiński hokeista, reprezentant Finlandii, trzykrotny olimpijczyk.
Jego ojciec Jussi (ur. 1960) także był hokeistą.

## Kariera
- Jokerit U16 (1999-2001)
- Jokerit U16 (2001-2002)
- Jokerit U16 (2001-2003)
  -  Suomi U20 (2003)
- Jokerit (2003-2007)
- Colorado Avalanche (2007-2009)
  -  Hershey Bears (2007-2009)
- Phoenix Coyotes (2009-2011)
- Columbus Blue Jackets (2011)
- Chicago Blackhawks (2011-2012)
- Łokomotiw Jarosław (2012)
- HC Lev Praga (2013)
- Awtomobilist Jekaterynburg (2013-2015)
- Saławat Jułajew Ufa (2015-2017)
- Jokerit (2017-2021)
- Luleå HF (2021-2022)
- SCL Tigers (2022-2023)

Wychowanek klubu Jokerit. Od czerwca do grudnia 2012 roku zawodnik Łokomotiwu Jarosław. Od stycznia do kwietnia 2013 roku gracz HC Lev Praga. W czerwcu 2013 podpisał dwuletnią umową z klubem Awtomobilist Jekaterynburg. Odszedł z klubu z końcem kwietnia 2015. Od maja 2015 zawodnik Saławatu Jułajew Ufa, związany rocznym kontraktem. Od maja 2017 ponownie zawodnik Jokeritu. Z końcem kwietnia 2021 odszedł z klubu. W październiku 2021 zakontraktowany w szwedzkim klubie Luleå HF, a w maju 2022 w szwajcarskim SCL Tigers. Po sezonie 2022/2023 odszedł stamtąd. W czerwcu 2023 podpisał kontrakt z HIFK, ale po zdiagnozowaniu u niego choroby serca latem tego roku ogłosił zakończenie kariery.
Uczestniczył w turniejach mistrzostw świata edycji 2008, 2011, 2013, 2015, zimowych igrzysk olimpijskich 2010, 2014, 2018 oraz Pucharu Świata 2016.

## Sukcesy

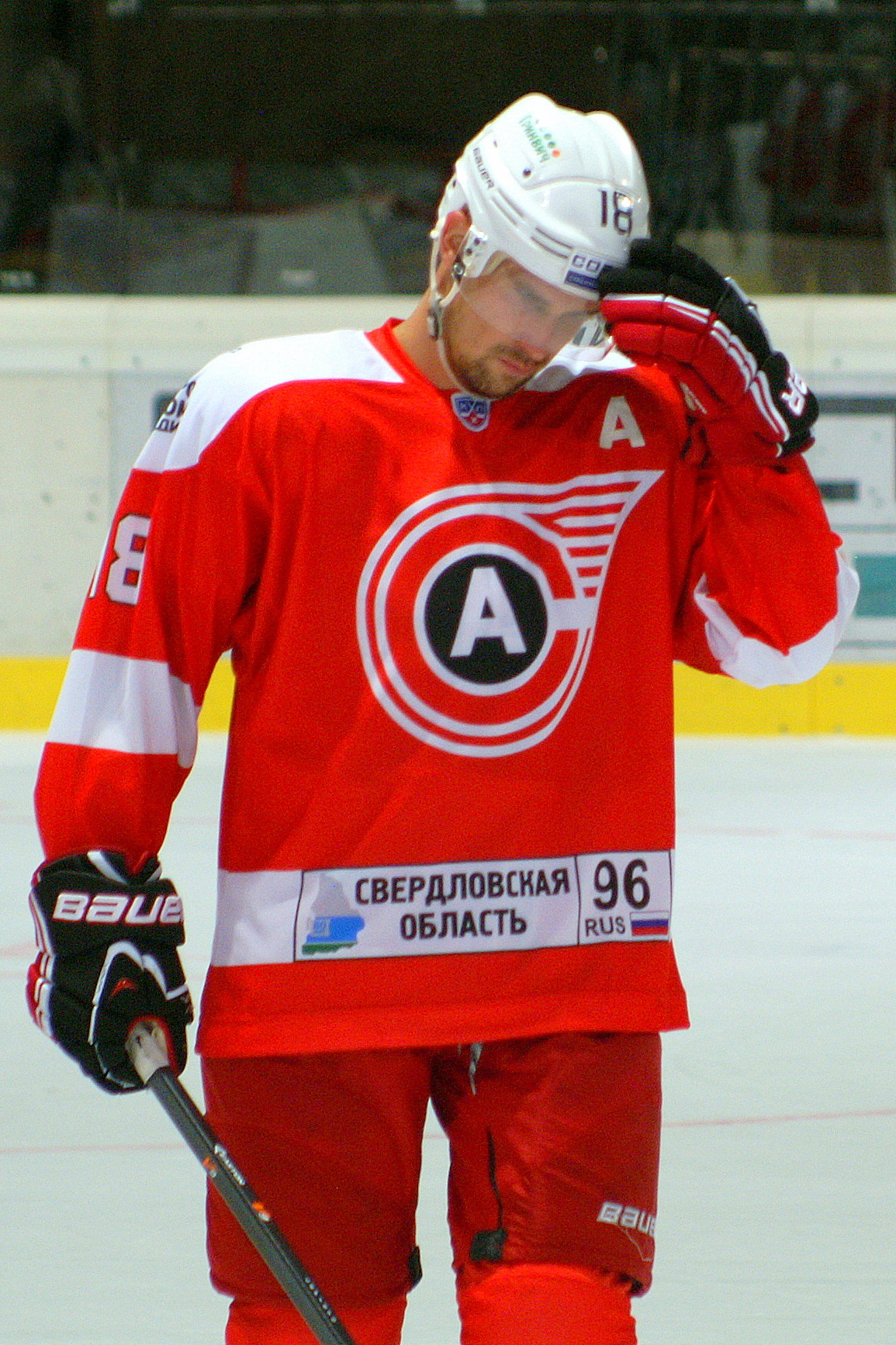
Sami Lepistö w barwach Awtomobilista Jekaterynburg (2014)

Reprezentacyjne
- Brązowy medal mistrzostw świata juniorów do lat 20: 2004
- Brązowy medal mistrzostw świata: 2008
- Brązowy medal zimowych igrzysk olimpijskich: 2010, 2014
- Złoty medal mistrzostw świata: 2011

Klubowe
- Srebrny medal mistrzostw Finlandii: 2005, 2007 z Jokeritem

Indywidualne
- Mistrzostwa Świata Juniorów w Hokeju na Lodzie 2004:
  - Pierwsze miejsce w klasyfikacji strzelców wśród obrońców: 4 gole
  - Pierwsze miejsce w klasyfikacji kanadyjskiej wśród obrońców: 8 punktów
  - Skład gwiazd turnieju
  - Najlepszy obrońca turnieju
- Mistrzostwa Świata w Hokeju na Lodzie 2013/Elita:
  - Jeden trzech najlepszych zawodników reprezentacji[15]
- Kajotbet Hockey Games 2013 (sierpień):
  - Pierwsze miejsce w klasyfikacji asystentów turnieju: 3 asysty
- KHL (2015/2016):
  - Czwarte miejsce w klasyfikacji strzelców wśród obrońców sezonie zasadniczym: 11 goli
  - Najlepszy obrońca - finały konferencji[16]
  - Pierwsze miejsce w klasyfikacji strzelców wśród obrońców w fazie play-off: 6 goli
  - Trzecie miejsce w klasyfikacji asystentów wśród obrońców w fazie play-off: 7 asyst
  - Pierwsze miejsce w klasyfikacji kanadyjskiej wśród obrońców w fazie play-off: 13 punktów
- Hokej na lodzie na Zimowych Igrzyskach Olimpijskich 2018 – turniej mężczyzn:
  - Trzecie miejsce w klasyfikacji kanadyjskiej wśród obrońców turnieju: 5 punktów[17]
- KHL (2017/2018):
  - Drugie miejsce w klasyfikacji asystentów wśród obrońców w fazie play-off: 7 asyst
- KHL (2018/2019):
  - Trzecie miejsce w klasyfikacji asystentów w sezonie zasadniczym: 28 asyst
  - Czwarte miejsce w klasyfikacji kanadyjskiej w sezonie zasadniczym: 36 punktów